# Anthony Principi

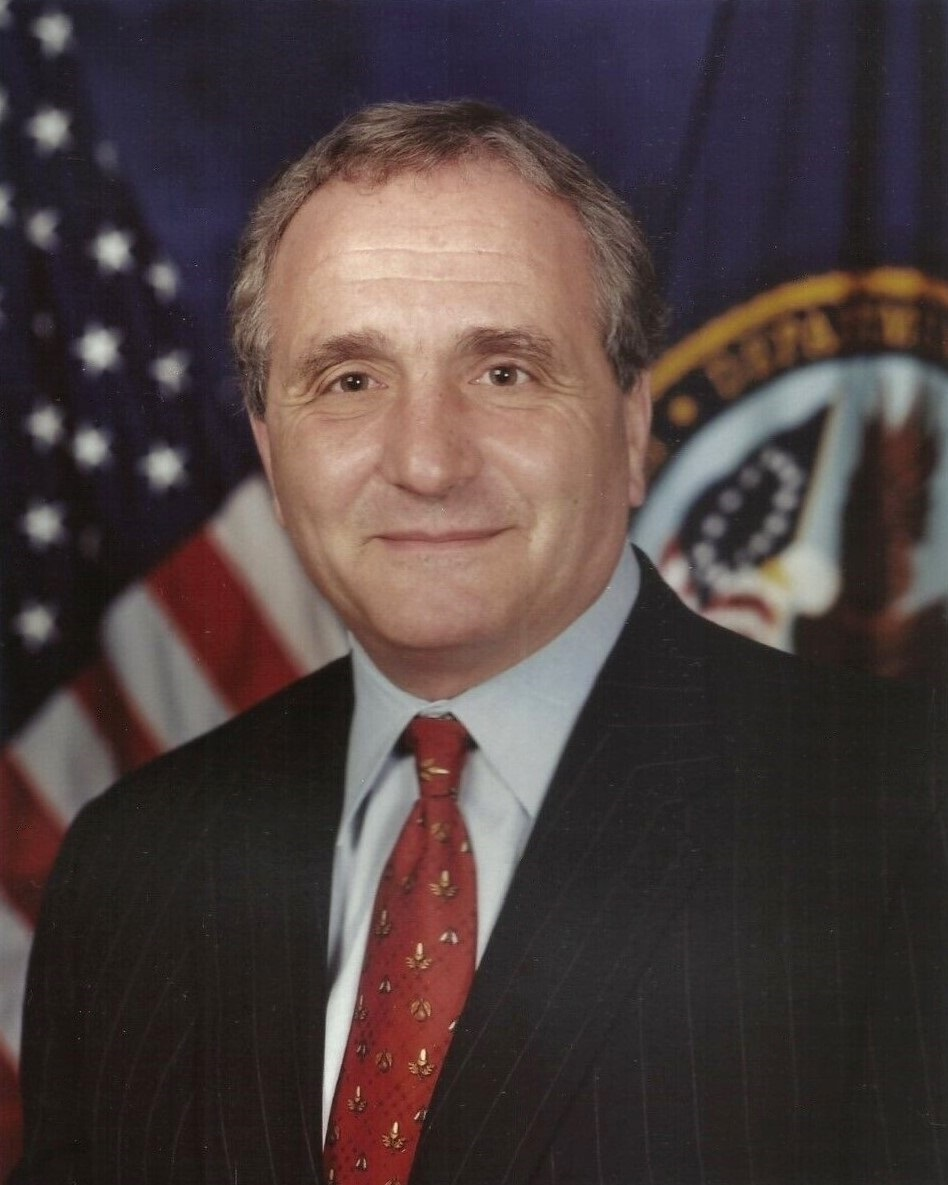
Anthony Principi

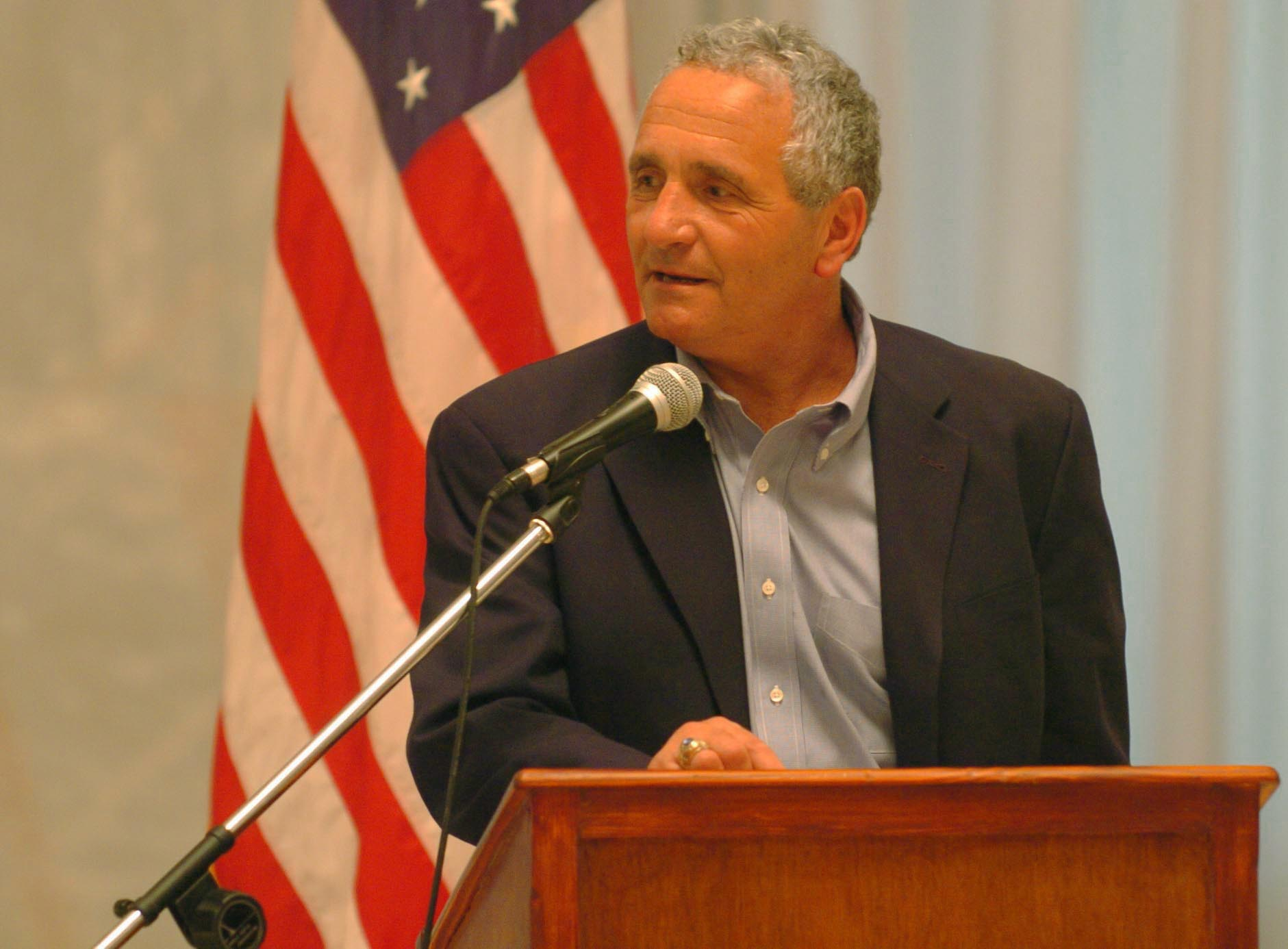
Anthony Principi bei einer Rede vor US-Soldaten im Irak am 14. Juli 2004

Anthony Joseph Principi, Jr. (* 16. April 1944 in New York City) ist ein US-amerikanischer Wirtschaftsmanager und ehemaliger Kriegsveteranenminister der Vereinigten Staaten.

## Biografie
Nach dem Besuch der Mount St. Michael Academy in Bronx studierte er an der US Naval Academy in Annapolis und erwarb dort 1967 einen Bachelor of Science (B.S.). Im Abschluss leistete er seinen Militärdienst in der US Navy und nahm während seiner bis 1980 dauernden Militärzeit unter anderem am Vietnamkrieg teil. Für seine militärischen Verdienste wurde er mit einem Bronze Star mit der Bandauflage Combat Distinguishing Device ausgezeichnet. Ein zwischenzeitliches Postgraduiertenstudium an der Law School der Seton Hall University in Manhattan schloss er 1975 mit einem Juris Doctor (J.D.) ab und war danach Mitarbeiter im Judge Advocate General’s Corps, der obersten Justizinstanz der US-Streitkräfte. Zuletzt war er zwischen 1980 und 1989 Rechtsberater im Marineministerium (US Department of the Navy).
Im Januar 1989 wurde er Stellvertretender Kriegsveteranenminister (Deputy US Secretary of Veterans Affairs) und war als solcher zuletzt vom 26. September 1992 bis zum 20. Januar 1993 amtierender Kriegsveteranenminister (Acting US Secretary of Veterans Affairs).
Anschließend war er einige Zeit in der Privatwirtschaft tätig und unter anderem von 1995 bis 1996 Senior Vicepresident des Rüstungs- und Technologieunternehmens Lockheed Martin sowie Vorstandsmitglied der Versicherungsgesellschaft Mutual of Omaha.
Am 23. Januar 2001 wurde Anthony Principi von Präsident George W. Bush zum Kriegsveteranenminister (US Secretary of Veterans Affairs) in dessen Kabinett berufen. Diesen Kabinettsposten bekleidete er bis zum Ende von Bushs erster Amtszeit am 26. Januar 2005. In dieser Funktion befand er sich im Jahr 2001 auch auf der sogenannten Liste der Designated survivors.
Nach seinem Ausscheiden aus dem Regierungsdienst wechselte er wieder in die Privatwirtschaft und ist dort unter anderem Vorstandsvorsitzender von QTC Management, einem Auftragsunternehmen des Kriegsveteranenministeriums.